# Katastrofa lotnicza pod Malakasą
Katastrofa lotnicza pod Malakasą – katastrofa dziesięciomiejscowego samolotu pasażerskiego PLL LOT Lockheed Electra, która wydarzyła się 1 grudnia 1936 roku w pobliżu miejscowości Malakasa w Grecji około 45 km na północ od Aten. Samolot przewoził pięciu pasażerów w drugim etapie lotu kursowego na trasie Warszawa – Ateny z międzylądowaniem w Bukareszcie. Należał do partii 4 egzemplarzy zakupionych przez LOT na początku 1936 roku.
W trakcie lotu samolot natrafił na mgłę między Salonikami a Atenami, przez co zmuszony był obniżyć lot w górzystym terenie. Na wysokości ok. 1000 m natrafił na szczyt góry i uderzywszy skrzydłem w drzewo spadł na ziemię. Okoliczności katastrofy badała specjalna komisja państwowa.
W wyniku katastrofy śmierć poniósł na miejscu pilot Józef Bargiel, zwycięzca II Krajowego Konkursu Awionetek w 1928 r., mający za sobą ponad 500 000 km lotów w komunikacji powietrznej; ranny został radiotelegrafista A. Życzewski; pasażerowie nie odnieśli poważniejszych obrażeń. Niosący pomoc poszkodowanym mieszkańcy Malakasy zostali później odznaczeni przez polskie władze Brązowym Krzyżem Zasługi, a w Malakasie został postawiony pomnik upamiętniający pilota Bargiela.
Katastrofa pod Malakasą była pierwszą z trzech katastrof samolotu Lockheed L-10 Electra w barwach PLL LOT. Cztery tygodnie później wydarzyła się katastrofa pod Suścem, a następnie 11 listopada 1937 pod Piasecznem koło Warszawy.